# Ораниенбаум (Саксония-Анхальт)
Ораниенбаум (нем. Oranienbaumо файле) — район города Ораниенбаум-Вёрлиц в земле Германии Саксония-Анхальт.
До 31 декабря 2010 года имел статус города. 31 декабря 2014 года население составляло 2931 человек. Площадь — 32,30 км². Официальный код — 15 1 51 043.

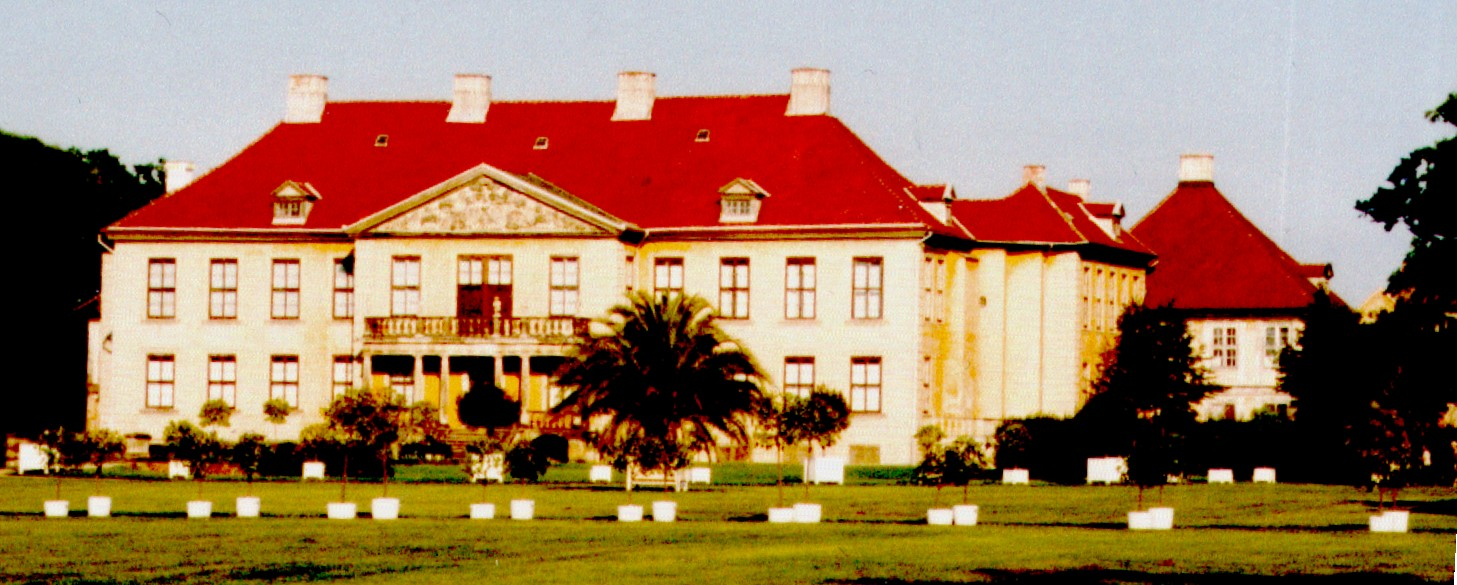
Дворец Ораниенбаум — вид с парка

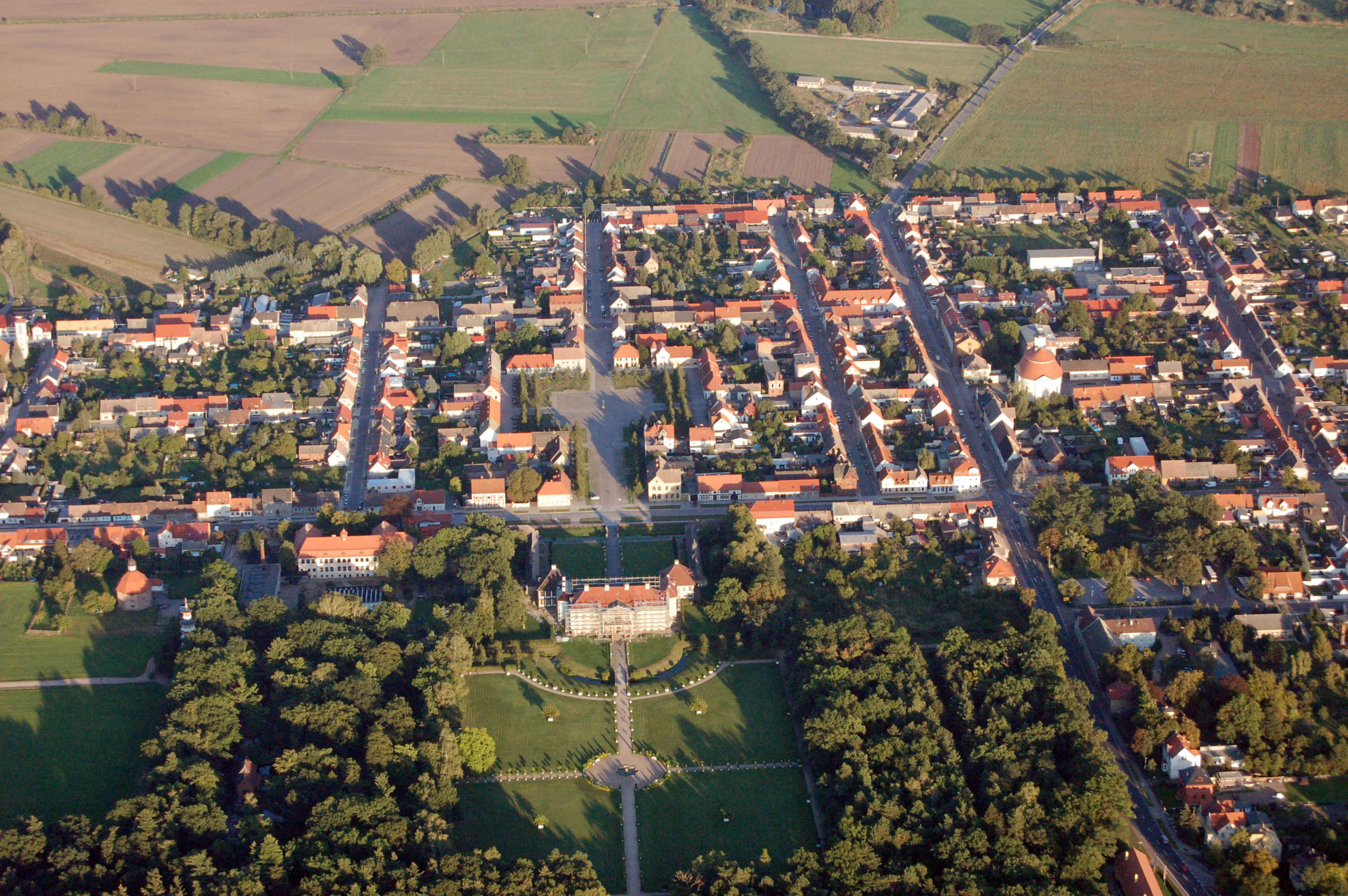
воздушный снимок

## География
Ораниенбаум расположен примерно в шести километрах к югу от Эльбы в Среднеэльбском биосферном заповеднике и примерно в двенадцати километрах к востоку от Дессау-Рослау на немецко-нидерландском туристическом маршруте Оранье-Рут.

## Население
| Год           | 1830 | 1900 | 1910 | 1925 | 1933 | 1939 | 1970 | 2002 | 2004 | 2009 | 2014 |
| ------------- | ---- | ---- | ---- | ---- | ---- | ---- | ---- | ---- | ---- | ---- | ---- |
| Число жителей | 2100 | 2208 | 2707 | 3208 | 3471 | 4183 | 4859 | 3594 | 3518 | 3280 | 2931 |